# Biserica ortodoxă română „Pogorârea Sfântului Duh” din Ecica
Biserica „Pogorârea Sfântului Duh” din Ecica (în sârbă Румунска православна црква светог Духа, cu alfabetul latin: Rumunskа prаvоslаvnа crkvа svetog Duha) este o biserică ortodoxă românească situată în satul Ecica din Serbia, pe teritoriul orașului Becicherecu Mare, în districtul Banatul Central din provincia autonomă Voivodina. Ea aparține canonic Episcopiei Daciei Felix a Bisericii Ortodoxe Române și se află pe lista monumentelor culturale de importanță mare ale Republicii Serbia (ID nr. SK 1103).
Biserica ortodoxă română din Ecica a fost construită în perioada 1845-1855.

## Istorie

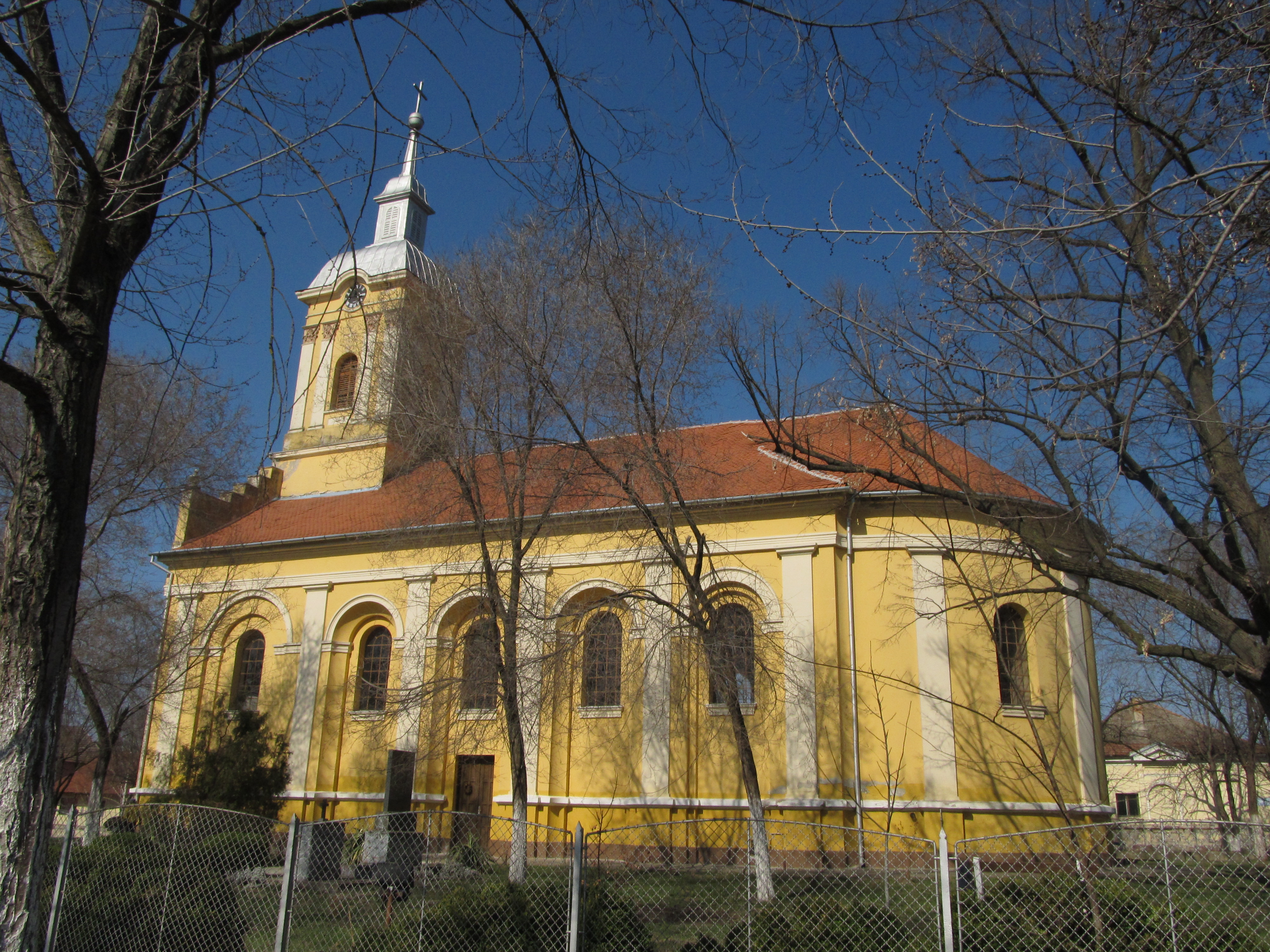
Vedere laterală a bisericii.

Primii români s-au așezat pe actuala vatră a satului Ecica în anul 1765 și timp de un secol au conviețuit pașnic cu sârbii, având o singură parohie ortodoxă. Slujbele religioase erau oficiate prin rotație o duminică în limba română și o altă duminică în limba slavonă; fiecare grup etnic își avea propria strană, unde cântau (românii - strana stângă și sârbii - strana dreaptă).
Credincioșii ortodocși români au început să-și construiască o biserică proprie în anul 1845. Începerea Revoluției de la 1848 a determinat întreruperea lucrărilor, care au fost reluate abia doi ani mai târziu. Lucrările de construcție s-au încheiat în anul 1854, iar Biserica „Pogorârea Sfântului Duh” din Ecica a fost sfințită pe 16 mai 1855, în a doua zi de Rusalii.
Slujbele religioase au continuat să fie oficiate în noua biserică așa cum fuseseră oficiate și în vechiul lăcaș de cult până în anul 1874, când a avut loc despărțirea ierarhică a credincioșilor ortodocși români și sârbi: credincioșii români au intrat sub jurisdicția Episcopiei Aradului a Mitropoliei ortodoxe române a Ardealului, cu sediul la Sibiu, în timp ce credincioșii sârbi au fost supuși Eparhia Timișoarei a Mitropoliei ortodoxe sârbe a Carlovițului. Enoriașii sârbi au folosit biserica veche, iar enoriașii români biserica nouă. Populația satului Ecica era formată în acea vreme din 2.299 români ortodocși, 1.398 germani romano-catolici, 270 sârbi ortodocși și 135 maghiari și evrei, iar în sat existau patru biserici. Corul Parohial „Ștefan Ștefu” al bisericii românești din Ecica a fost înființat în anul 1885 de un învățător localnic care a murit în timpul Primului Război Mondial.
Statul român a finanțat până în 1945 atât școala primară românească mixtă, cât și biserica românească din Grebenaț, în calitate de obiective culturale ale comunității românești din Serbia.
Biserica românească din Ecica a fost considerată monument cultural prin decizia nr. 01-212/ 1-73 din 14 martie 1973 a Institutului Provincial pentru Protecția Monumentelor Culturale din Novi Sad. În baza acestei decizii, a fost inclusă la 24 februarie 1995 pe lista monumentelor culturale de importanță excepțională ale Republicii Serbia (ID nr. SK 1103).
Parohia Ecica a fost vizitată la 22 aprilie 2018, în Duminica Femeilor Mironosițe, de Siluan Mănuilă, episcopul Eparhiei Ortodoxe Române din Ungaria și locțiitorul Episcopiei Daciei Felix, care se afla la prima vizită pastorală în Parohia Ecica în perioada în care i-a păstorit pe românii ortodocși din Serbia. Ierarhul a fost întâmpinat, potrivit tradiției, de cler, credincioși și copii și a săvârșit în biserică o liturghie arhierească, slujind alături de preotul paroh Gabriel Bandu și de alți clerici români din Serbia: pr. Cristian Popii de la Toracul Mare, pr. Traian Brăgean de la Ofcea, pr. Moise Lința de la Uzdin și arhidiaconul Emanuel Văduva de la Catedrala Episcopală din Giula. În acea vreme satul Ecica avea o populație de circa 3.000 de locuitori, dintre care aproximativ 1.000 erau etnici români.

## Arhitectură
Edificiul este alcătuită dintr-o navă cu patru travee prelungite printr-o absidă semicirculară în partea de est și precedată de un pronaos care oferă acces pe o scară în spirală în turnul clopotniță. Fațada vestică este caracteristică tendințelor arhitectonice clasicizante din această perioadă.

## Pictura bisericii
Interiorul clădirii adăpostește un iconostas și un tron al Maicii Domnului, care provin de la Biserica „Adormirea Maicii Domnului” din Crepaja și constituie probabil o creație târzie a atelierului de sculptură în lemn al fraților Marković din Novi Sad. Pe baza stilului artistic al creației, specialiștii au susținut că acest iconostas a fost pictat în a doua jumătate a secolului al XVIII-lea într-un stil tradițional de maestrul zugrav Teodor Popović din Becicherecu Mare și de alți artiști mai puțin cunoscuți. Istoricul medievist român Virgil Cândea menționează că acest iconostas datează din 1815 și provine de la o biserică din Severin și că icoanele de pe el au fost pictate de maestrul Gheorghe Popovici din Becicherecu Mare.
Icoanele de pe iconostas au fost repictate integral în 1939 de Mengelo Rodić într-un stil compozițional autentic.
Pereții bisericii au fost restaurați și pictați în 1998 de pictorul prof. Radu Druhora din Cluj.

## Obiecte de patrimoniu
În patrimoniul bisericii se află un iconostas vechi, care datează, după unele surse, din a doua jumătate a secolului al XVIII-lea sau, după alte surse, din 1815, și un epitaf (92×69 cm) din 1845, pictat în ulei pe pânză și donat de Luca Gulieșul, potrivit unei inscripții în limba română.
Parohia ortodoxă română are în arhivă:
- trei documente vechi:
  - contractul de înființare a școlii confesionale române din Ecica, încheiat la 7/19 aprilie 1821 între comuna Ecica și Crăiasca Direcție a Școalelor legii greco-reunite naționale din districtul Timișoarei,
  - o adresă nedatată a „Instanței comunale” din comuna Ecica către oficiul parohial comunal, prin care autoritățile ungare recunosc naționalitatea română a pictorului Konstantin Danil, și
  - o scrisoare din 20 septembrie 1890 a lui Iosif Sterca-Șuluțiu din Sibiu către un destinatar necunoscut
- și trei însemnări vechi:
  - textul „Descrierea ciumei ce a bântuit în 1831” scris în 1832 de învățătorul român Nicolae Vasilievici pe o carte veche a bisericii din Ecica, în care se menționează că „din comunitatea românilor au murit 108 suflete, din comunitatea nemților 128 au decedat”,
  - textul „Însămnare pentru întâmplările anului” scris în 1856 de Marcu Magdici pe o carte veche a bisericii din Ecica, care cuprinde informații referitoare la românii bănățeni din anii 1775–1831 și
  - manuscrisul „Descrierea alegerii ablegatului român Lazăr Gruescu (avocat, de naștere din Clec) în dieta Ungariei”, scris în 1869 de Nicolae Magdu, învățător în Iancaid, apoi preot în Ecica.[4]

## Galerie

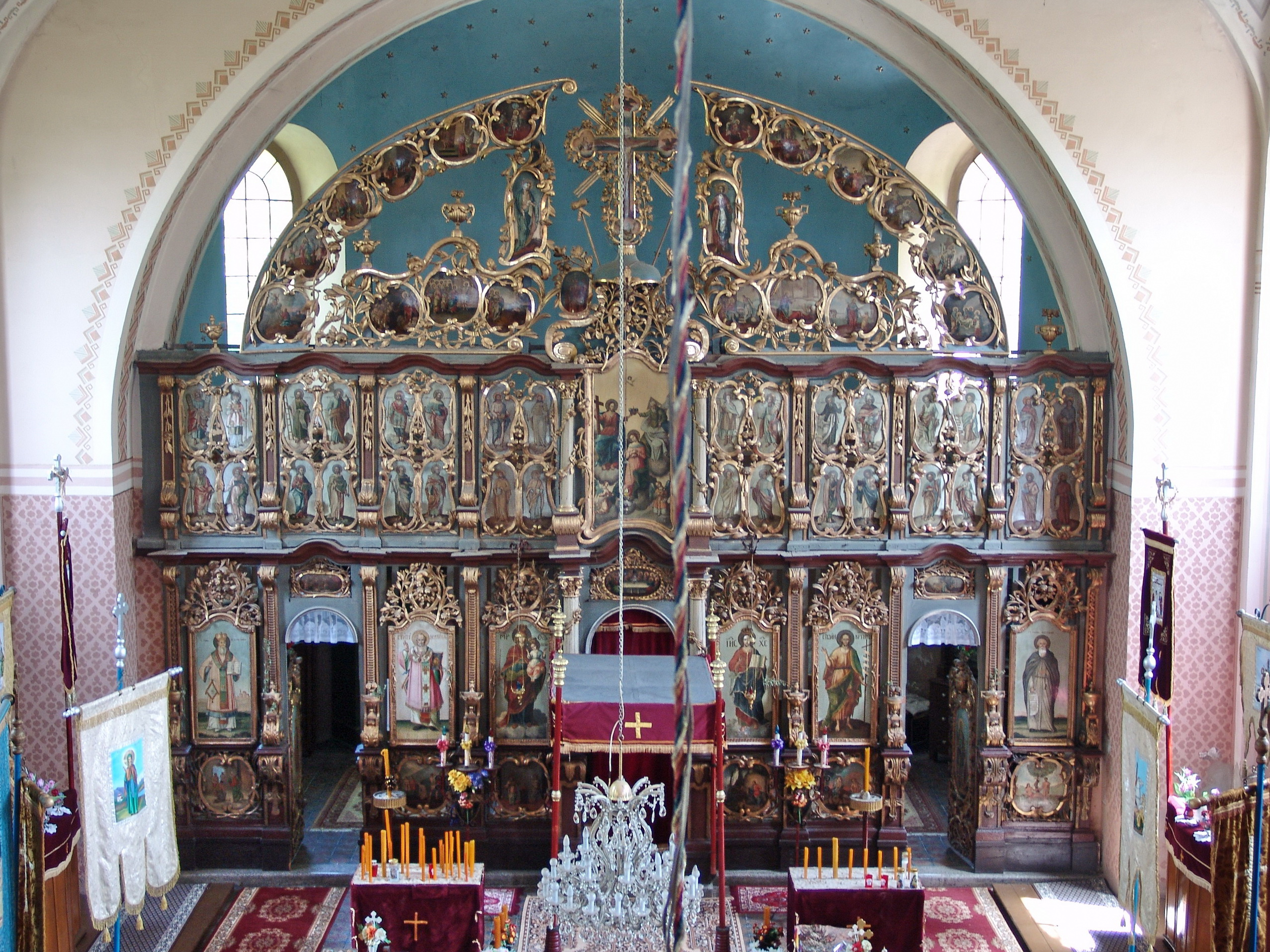
Iconostasul bisericii
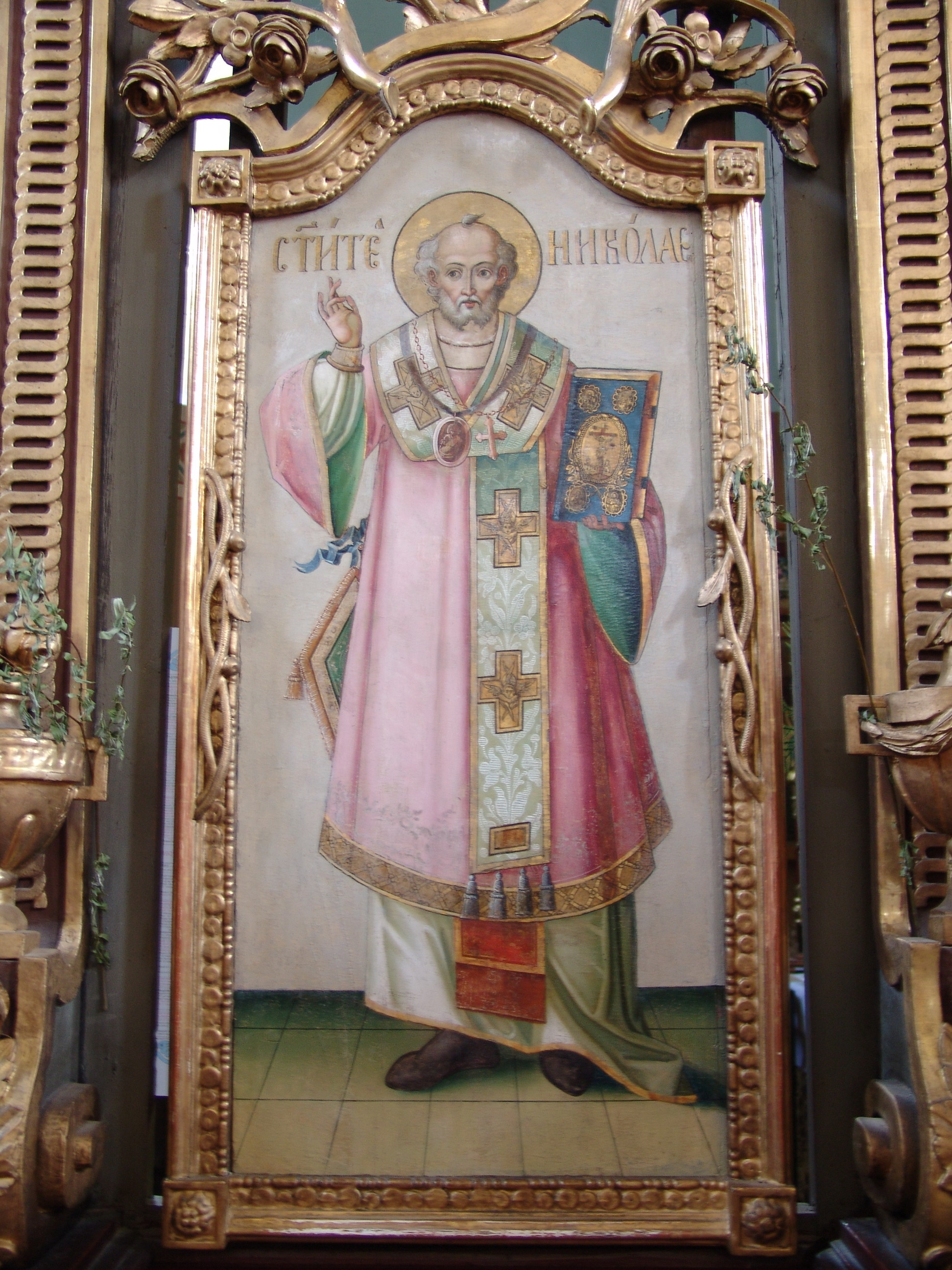
Icoana Sf. Nicolae
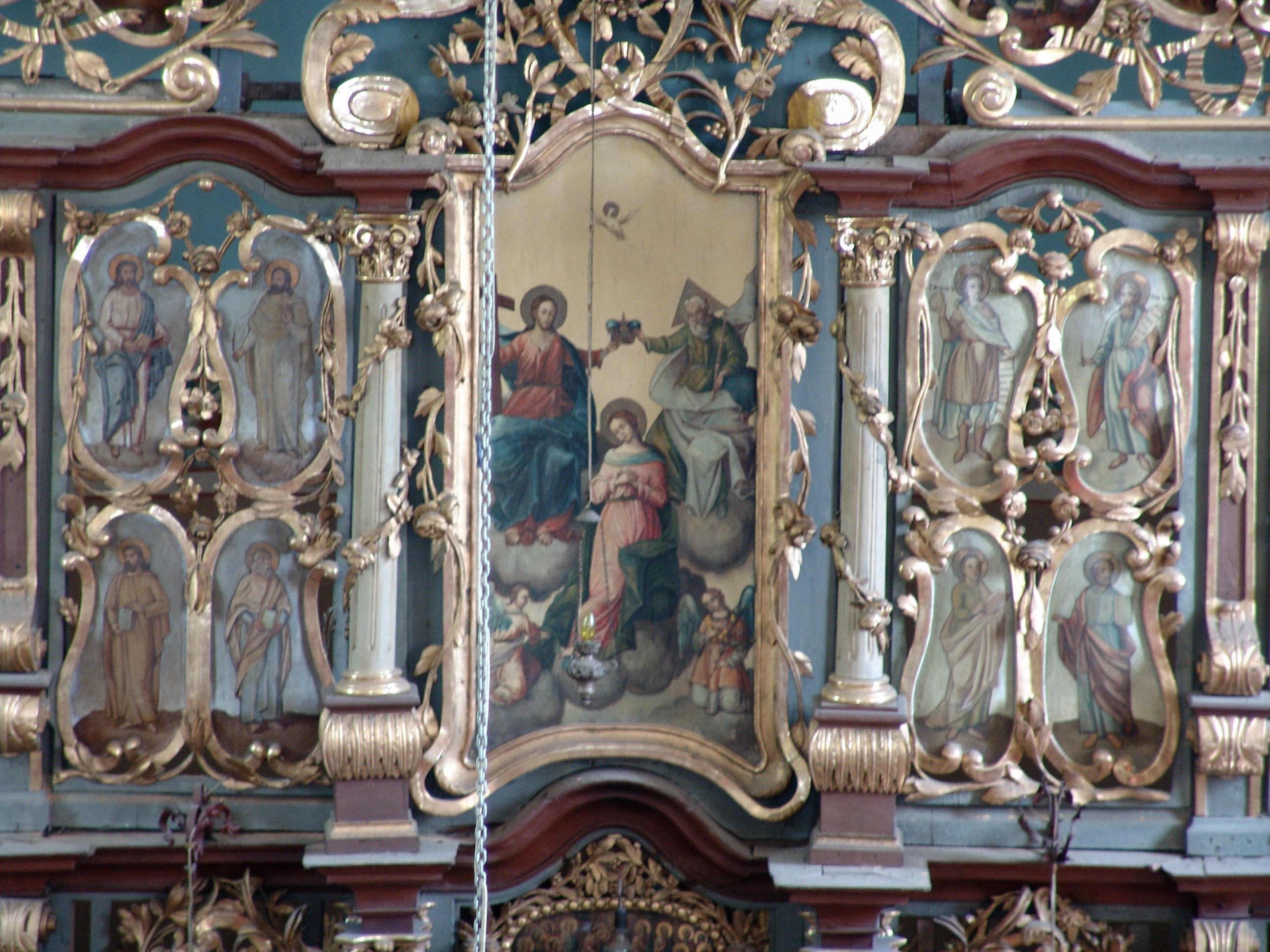
Încoronarea Sf. Fecioare Maria
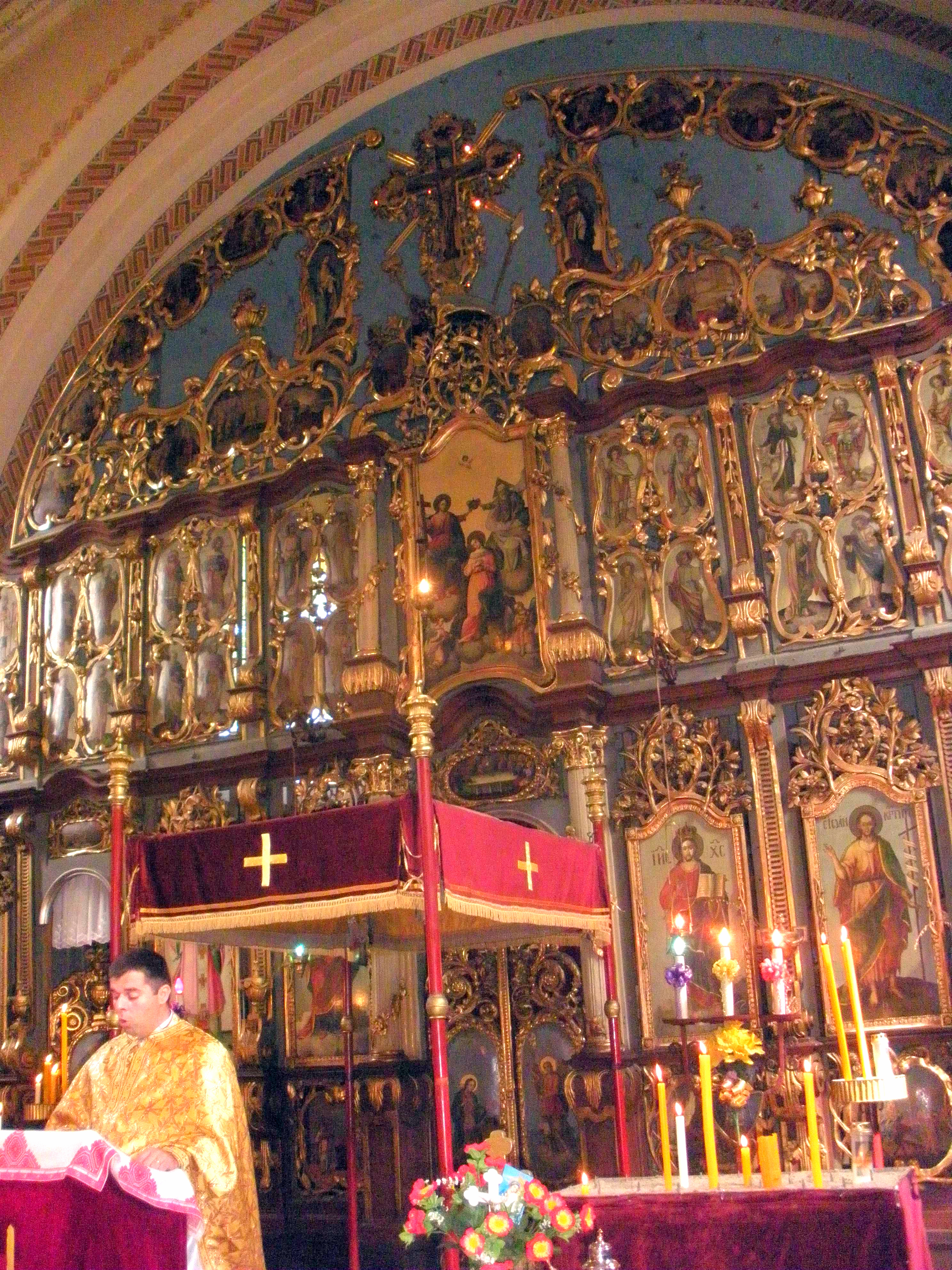
O parte a iconostasului

## Legături externe
- „Румунска Православна црква Ечка (Rumunska Pravoslavna crkva, Ečka)”. spomenicikulture.mi.sanu.ac.rs (în sârbă). Academia Sârbă de Științe și Arte. Accesat în 25 aprilie 2017.